# Olympische Sommerspiele 2016/Teilnehmer (Indien)
| Gelbes Symbol für Goldmedaillen mit stilisierten Olympischen Ringen | Graues Symbol für Silbermedaillen mit stilisierten Olympischen Ringen | Braundes Symbol für Bronzemedaillen mit stilisierten Olympischen Ringen |
| ------------------------------------------------------------------- | --------------------------------------------------------------------- | ----------------------------------------------------------------------- |
| —                                                                   | 1                                                                     | 1                                                                       |

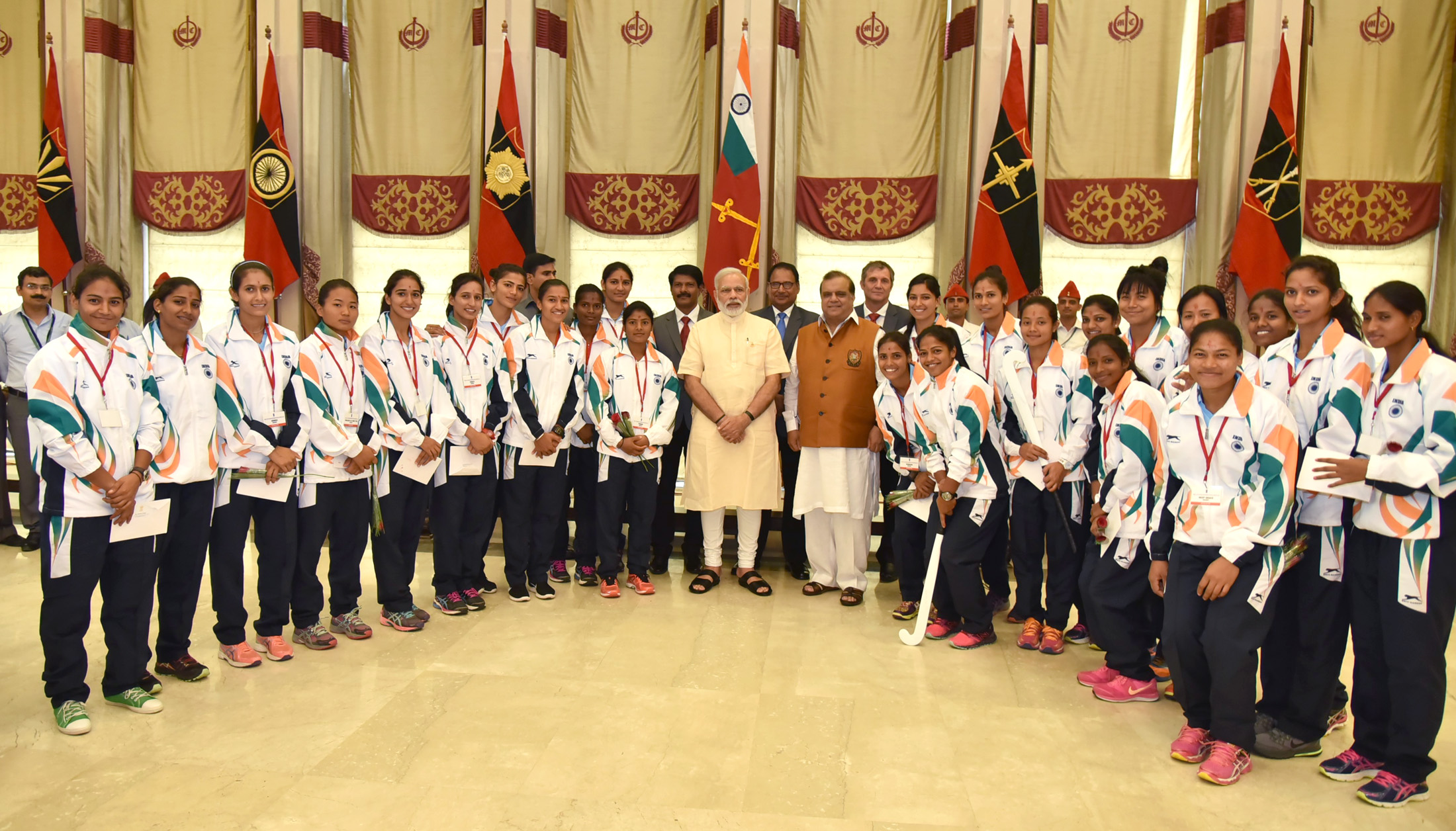
Das indische Olympiateam bei Premierminister Narendra Modi, im Vordergrund die Hockeydamen.

Indien nahm an den Olympischen Spielen 2016 in Rio de Janeiro teil. Es war die insgesamt 24. Teilnahme an Olympischen Sommerspielen. Die Indian Olympic Association nominierte 123 Athleten in 15 Sportarten, das bis dato größte indische Aufgebot bei Olympischen Sommerspielen.
Fahnenträger bei der Eröffnungsfeier war der Sportschütze Abhinav Bindra.

## Teilnehmer nach Sportarten

### Badminton
| Athleten                     | Wettbewerb | Gruppenphase                                                                                           | Gruppenphase                                                    | Gruppenphase | Gruppenphase | Achtelfinale     | Achtelfinale       | Viertelfinale | Viertelfinale            | Halbfinale     | Halbfinale         | Finale         | Finale                    | Rang          |
| Athleten                     | Wettbewerb | Gegner                                                                                                 | Ergebnis                                                        | Punkte       | Rang         | Gegner           | Ergebnis           | Gegner        | Ergebnis                 | Gegner         | Ergebnis           | Gegner         | Ergebnis                  | Rang          |
| ---------------------------- | ---------- | --- | --------------------------------------------------------------- | ------------ | ------------ | ---------------- | ------------------ | ------------- | ------------------------ | -------------- | ------------------ | -------------- | ------------------------- | ------------- |
| Frauen                       |            | |                                                                 |              |              |                  |                    |               |                          |                |                    |                |                           |               |
| Saina Nehwal                 | Einzel     | Marija Ulitina Lohaynny Vicente                                                                        | 2:0 (21:17, 21:17) 0:2 (18:21, 19:21)                           | 79:76        | 2            | ausgeschieden    | ausgeschieden      | ausgeschieden | ausgeschieden            | ausgeschieden  | ausgeschieden      | ausgeschieden  | ausgeschieden             | ausgeschieden |
| P. V. Sindhu                 | Einzel     | Michelle Li Laura Sárosi                                                                               | 2:0 (21:8, 21:9) 2:1 (19:21, 21:15, 21:17)                      | 103:70       | 1            | Tai Tzu-ying     | 2:0 (21:13, 21:15) | Wang Yihan    | 2:0 (22:20, 21:19)       | Nozomi Okuhara | 2:0 (21:19, 21:10) | Carolina Marín | 1:2 (21:19, 12:21, 15:21) | Silber        |
| Jwala Gutta Ashwini Ponnappa | Doppel     | Misaki Matsutomo Ayaka Takahashi Eefje Muskens Selena Piek Puttita Supajirakul Sapsiree Taerattanachai | 0:2 (15:21, 10:21) 0:2 (16:21, 21:16, 17:21) 0:2 (17:21, 15:21) | 111:142      | 4            | –                | –                  | ausgeschieden | ausgeschieden            | ausgeschieden  | ausgeschieden      | ausgeschieden  | ausgeschieden             | ausgeschieden |
| Männer                       |            | |                                                                 |              |              |                  |                    |               |                          |                |                    |                |                           |               |
| Srikanth Kidambi             | Einzel     | Henri Hurskainen Lino Muñoz                                                                            | 2:0 (21:6, 21:18) 2:0 (21:11, 21:17)                            | 84:52        | 1            | Jan Ø. Jørgensen | 2:0 (21:19, 21:19) | Lin Dan       | 1:2 (6:21, 21:11, 18:21) | ausgeschieden  | ausgeschieden      | ausgeschieden  | ausgeschieden             | 5             |
| Manu Attri B. Sumeeth Reddy  | Doppel     | Mohammad Ahsan Hendra Setiawan Chai Biao Hong Wei Hiroyuki Endō Ken’ichi Hayakawa                      | 0:2 (18:21, 13:21) 0:2 (13:21, 15:21) 2:0 (23:21, 21:11)        | 103:116      | 4            | –                | –                  | ausgeschieden | ausgeschieden            | ausgeschieden  | ausgeschieden      | ausgeschieden  | ausgeschieden             | ausgeschieden |

### Bogenschießen
| Athleten                                     | Wettbewerb | Qualifikation | Qualifikation | 1. Runde           | 1. Runde      | 2. Runde           | 2. Runde      | Achtelfinale       | Achtelfinale  | Viertelfinale | Viertelfinale | Halbfinale    | Halbfinale    | Finale        | Finale        | Rang          |
| Athleten                                     | Wettbewerb | Ringe         | Rang          | Gegner             | Ergebnis      | Gegner             | Ergebnis      | Gegner             | Ergebnis      | Gegner        | Ergebnis      | Gegner        | Ergebnis      | Gegner        | Ergebnis      | Rang          |
| -------------------------------------------- | ---------- | ------------- | ------------- | ------------------ | ------------- | ------------------ | ------------- | ------------------ | ------------- | ------------- | ------------- | ------------- | ------------- | ------------- | ------------- | ------------- |
| Frauen                                       |            |               |               |                    |               |                    |               |                    |               |               |               |               |               |               |               |               |
| Deepika Kumari                               | Einzel     | 640           | 20            | Kristine Essebua   | 6:4           | Guendalina Sartori | 6:2           | Tan Ya-ting        | 0:6           | ausgeschieden | ausgeschieden | ausgeschieden | ausgeschieden | ausgeschieden | ausgeschieden | ausgeschieden |
| Bombayla Devi                                | Einzel     | 638           | 24            | Laurence Baldauff  | 6:2           | Lin Shih-chia      | 6:2           | Alejandra Valencia | 2:6           | ausgeschieden | ausgeschieden | ausgeschieden | ausgeschieden | ausgeschieden | ausgeschieden | ausgeschieden |
| Laxmirani Majhi                              | Einzel     | 614           | 43            | Alexandra Longová  | 1:7 (101:108) | ausgeschieden      | ausgeschieden | ausgeschieden      | ausgeschieden | ausgeschieden | ausgeschieden | ausgeschieden | ausgeschieden | ausgeschieden | ausgeschieden | ausgeschieden |
| Deepika Kumari Bombayla Devi Laxmirani Majhi | Mannschaft | 1892          | 7             | Kolumbien          | 5:3 (205:197) | –                  | –             | –                  | –             | Russland      | 4:5 (231:237) | ausgeschieden | ausgeschieden | ausgeschieden | ausgeschieden | 6             |
| Männer                                       |            |               |               |                    |               |                    |               |                    |               |               |               |               |               |               |               |               |
| Atanu Das                                    | Einzel     | 683           | 5             | Jit Bahadur Moktan | 6:0 (88:76)   | Adrián Puentes     | 6:4 (139:135) | Lee Seung-yun      | 4:6 (140:141) | ausgeschieden | ausgeschieden | ausgeschieden | ausgeschieden | ausgeschieden | ausgeschieden | ausgeschieden |

### Boxen
| Athleten            | Wettbewerb                  | 1. Runde           | 1. Runde | Achtelfinale           | Achtelfinale  | Viertelfinale         | Viertelfinale | Halbfinale    | Halbfinale    | Finale        | Finale        | Rang |
| Athleten            | Wettbewerb                  | Gegner             | Ergebnis | Gegner                 | Ergebnis      | Gegner                | Ergebnis      | Gegner        | Ergebnis      | Gegner        | Ergebnis      | Rang |
| ------------------- | --------------------------- | ------------------ | -------- | ---------------------- | ------------- | --------------------- | ------------- | ------------- | ------------- | ------------- | ------------- | ---- |
| Männer              |                             |                    |          |                        |               |                       |               |               |               |               |               |      |
| Shiva Thapa         | Bantamgewicht bis 56 kg     | Robeisy Ramírez    | 0:3      | ausgeschieden          | ausgeschieden | ausgeschieden         | ausgeschieden | ausgeschieden | ausgeschieden | ausgeschieden | ausgeschieden | 17   |
| Manoj Kumar         | Halbweltergewicht bis 64 kg | Evaldas Petrauskas | 2:1      | Fazliddin Gʻoibnazarov | 0:3           | ausgeschieden         | ausgeschieden | ausgeschieden | ausgeschieden | ausgeschieden | ausgeschieden | 9    |
| Vikas Krishan Yadav | Mittelgewicht bis 75 kg     | Charles Conwell    | 3:0      | Önder Şipal            | 3:0           | Bektemir Meliqoʻziyev | 0:3           | ausgeschieden | ausgeschieden | ausgeschieden | ausgeschieden | 5    |

### Gewichtheben
Bei den Asian Weightlifting Championships 2016 konnte Indien je einen Startplatz bei den Männern und bei den Frauen erkämpfen.
| Athleten              | Wettbewerb       | Reißen  | Reißen | Stoßen                | Stoßen                | Zweikampf | Zweikampf | Rang |
| Athleten              | Wettbewerb       | Gewicht | Rang   | Gewicht               | Rang                  | Gewicht   | Rang      | Rang |
| --------------------- | ---------------- | ------- | ------ | --------------------- | --------------------- | --------- | --------- | ---- |
| Frauen                |                  |         |        |                       |                       |           |           |      |
| Saikhom Mirabai Chanu | Klasse bis 48 kg | 82 kg   | 6      | kein gültiger Versuch | kein gültiger Versuch | –         | –         | –    |
| Männer                |                  |         |        |                       |                       |           |           |      |
| Sathish Sivalingam    | Klasse bis 77 kg | 148 kg  | 12     | 181 kg                | 11                    | 329 kg    | 11        | 11   |

### Golf
| Athleten       | Runde 1 | Runde 2 | Runde 3 | Runde 4 | Gesamt | Par | Rang |
| -------------- | ------- | ------- | ------- | ------- | ------ | --- | ---- |
| Frauen         |         |         |         |         |        |     |      |
| Aditi Ashok    | 68      | 68      | 79      | 76      | 291    | +7  | 41   |
| Männer         |         |         |         |         |        |     |      |
| Shiv Chawrasia | 71      | 71      | 69      | 78      | 289    | +5  | 50   |
| Anirban Lahiri | 74      | 73      | 75      | 72      | 294    | +10 | 57   |

### Hockey
| Wettbewerb    | Frauen | Männer |
| ------------- | --- | --- |
| Athleten      | Harmanpreet Singh Rupinder Pal Singh Kothajit Singh Surender Kumar Manpreet Singh Sardara Singh V. R. Raghunath S. K. Uthappa P. R. Sreejesh Danish Mujtaba Devinder Walmiki S. V. Sunil Akashdeep Singh Chinglensana Singh Ramandeep Singh Nikkin Thimmaiah | Navjot Kaur Deep Grace Ekka Monika Malik Nikki Pradhan Anuradha Devi Savita Punia Poonam Rani Vandana Kataria Deepika Thakur Namita Toppo Renuka Yadav Sunita Lakra Sushila Chanu Rani Rampal Preeti Dubey Lilima Minz |
| Trainer       | Neil Hawgood () | Roelant Oltmans () |
| Gruppenphase  | Japan 2:2 (0:2) Großbritannien 0:3 (0:2) Australien 1:6 (0:2) USA 0:3 (0:1) Argentinien 0:5 (0:5) | Irland 3:2 (2:0) Deutschland 1:2 (1:1) Argentinien 2:1 (1:0) Niederlande 1:2 (0:0) Kanada 2:2 (0:0) |
| Viertelfinale | ausgeschieden | Belgien 1:3 (1:0) |
| Halbfinale    | ausgeschieden | ausgeschieden |
| Finale        | ausgeschieden | ausgeschieden |
| Platzierung   | 12. Platz | 8. Platz |

### Judo
| Athleten    | Wettbewerb       | 1. Runde   | 1. Runde    | 2. Runde      | 2. Runde      | Viertelfinale | Viertelfinale | Halbfinale / Trostrunde | Halbfinale / Trostrunde | Finale / Platz 3 | Finale / Platz 3 | Rang |
| Athleten    | Wettbewerb       | Gegner     | Ergebnis    | Gegner        | Ergebnis      | Gegner        | Ergebnis      | Gegner                  | Ergebnis                | Gegner           | Ergebnis         | Rang |
| ----------- | ---------------- | ---------- | ----------- | ------------- | ------------- | ------------- | ------------- | ----------------------- | ----------------------- | ---------------- | ---------------- | ---- |
| Männer      |                  |            |             |               |               |               |               |                         |                         |                  |                  |      |
| Avtar Singh | Klasse bis 90 kg | P. Misenga | 000s2:001s0 | ausgeschieden | ausgeschieden | ausgeschieden | ausgeschieden | ausgeschieden           | ausgeschieden           | ausgeschieden    | ausgeschieden    | 17   |

### Leichtathletik
Laufen und Gehen 
| Athleten                                                  | Wettbewerb        | Runde 1         | Runde 1         | Halbfinale    | Halbfinale    | Finale          | Finale          | Rang |
| Athleten                                                  | Wettbewerb        | Zeit            | Rang            | Zeit          | Rang          | Zeit            | Rang            | Rang |
| --------------------------------------------------------- | ----------------- | --------------- | --------------- | ------------- | ------------- | --------------- | --------------- | ---- |
| Frauen                                                    |                   |                 |                 |               |               |                 |                 |      |
| Dutee Chand                                               | 100 m             | 11,69 s         | 50              | ausgeschieden | ausgeschieden | ausgeschieden   | ausgeschieden   | 50   |
| Srabani Nanda                                             | 200 m             | 23,58 s         | 55              | ausgeschieden | ausgeschieden | ausgeschieden   | ausgeschieden   | 55   |
| Nirmala Sheoran                                           | 400 m             | 53,03 s         | 44              | ausgeschieden | ausgeschieden | ausgeschieden   | ausgeschieden   | 44   |
| Tintu Lukka                                               | 800 m             | 2:00,58 min     | 29              | ausgeschieden | ausgeschieden | ausgeschieden   | ausgeschieden   | 33   |
| Jaisha Orchatteri                                         | Marathon          | –               | –               | –             | –             | 2:47:19 h       | 89              | 89   |
| Kavita Raut                                               | Marathon          | –               | –               | –             | –             | 2:59:29 h       | 120             | 120  |
| Khushbir Kaur                                             | 20 km Gehen       | –               | –               | –             | –             | 1:40:33 h       | 54              | 54   |
| Sapna Punia                                               | 20 km Gehen       | –               | –               | –             | –             | nicht beendet   | nicht beendet   | –    |
| Lalita Babar                                              | 3000 m Hindernis  | 9:19,76 min     | 7               | –             | –             | 9:22,74 min     | 10              | 10   |
| Sudha Singh                                               | 3000 m Hindernis  | 9:43,29 min     | 29              | –             | –             | ausgeschieden   | ausgeschieden   | 30   |
| Nirmala Sheoran Tintu Lukka M. R. Poovamma Anilda Thomas  | 4 × 400-m-Staffel | 3:29,53 min     | 15              | –             | –             | ausgeschieden   | ausgeschieden   | 15   |
| Männer                                                    |                   |                 |                 |               |               |                 |                 |      |
| Muhammed Anas                                             | 400 m             | 45,95 s         | 31              | ausgeschieden | ausgeschieden | ausgeschieden   | ausgeschieden   | 31   |
| Jinson Johnson                                            | 800 m             | 1:47,27 min     | 25              | ausgeschieden | ausgeschieden | ausgeschieden   | ausgeschieden   | 25   |
| Thonakal Gopi                                             | Marathon          | –               | –               | –             | –             | 2:15:25 h       | 25              | 25   |
| Kheta Ram                                                 | Marathon          | –               | –               | –             | –             | 2:15:26 h       | 26              | 26   |
| Nitendra Singh Rawat                                      | Marathon          | –               | –               | –             | –             | 2:22:52 h       | 84              | 84   |
| Ganapathi Krishnan                                        | 20 km Gehen       | –               | –               | –             | –             | disqualifiziert | disqualifiziert | –    |
| Manish Singh                                              | 20 km Gehen       | –               | –               | –             | –             | 1:21:21 h       | 13              | 13   |
| Gurmeet Singh                                             | 20 km Gehen       | –               | –               | –             | –             | disqualifiziert | disqualifiziert | –    |
| Sandeep Kumar                                             | 50 km Gehen       | –               | –               | –             | –             | 4:07:55 h       | 35              | 35   |
| Kunhu Muhammed Muhammed Anas Ayyasamy Dharun Arokia Rajiv | 4 × 400-m-Staffel | disqualifiziert | disqualifiziert | –             | –             | ausgeschieden   | ausgeschieden   | –    |

 Springen und Werfen 
| Athleten           | Wettbewerb  | Qualifikation                              | Qualifikation                              | Finale                                     | Finale                                     | Rang                                       |
| Athleten           | Wettbewerb  | Weite/Höhe                                 | Rang                                       | Weite/Höhe                                 | Rang                                       | Rang                                       |
| ------------------ | ----------- | ------------------------------------------ | ------------------------------------------ | ------------------------------------------ | ------------------------------------------ | ------------------------------------------ |
| Frauen             |             |                                            |                                            |                                            |                                            |                                            |
| Seema Antil        | Diskuswurf  | 57,58 m                                    | 20                                         | ausgeschieden                              | ausgeschieden                              | 20                                         |
| Manpreet Kaur      | Kugelstoßen | 17,06 m                                    | 23                                         | ausgeschieden                              | ausgeschieden                              | 23                                         |
| Männer             |             |                                            |                                            |                                            |                                            |                                            |
| Ankit Sharma       | Weitsprung  | 7,67 m                                     | 24                                         | ausgeschieden                              | ausgeschieden                              | 24                                         |
| Renjith Maheshwary | Dreisprung  | 16,13 m                                    | 30                                         | ausgeschieden                              | ausgeschieden                              | 30                                         |
| Vikas Gowda        | Diskuswurf  | 58,99 m                                    | 28                                         | ausgeschieden                              | ausgeschieden                              | 28                                         |
| Inderjeet Singh    | Kugelstoßen | vor den Spielen wg. Dopings ausgeschlossen | vor den Spielen wg. Dopings ausgeschlossen | vor den Spielen wg. Dopings ausgeschlossen | vor den Spielen wg. Dopings ausgeschlossen | vor den Spielen wg. Dopings ausgeschlossen |

### Ringen
| Athleten                         | Wettbewerb       | 1. Runde                  | 1. Runde | Achtelfinale       | Achtelfinale  | Viertelfinale       | Viertelfinale | Halbfinale    | Halbfinale    | Hoffnungsrunde Viertelfinale | Hoffnungsrunde Viertelfinale | Hoffnungsrunde Halbfinale | Hoffnungsrunde Halbfinale | Hoffnungsrunde Finale | Hoffnungsrunde Finale | Finale        | Finale        | Rang   |
| Athleten                         | Wettbewerb       | Gegner                    | Ergebnis | Gegner             | Ergebnis      | Gegner              | Ergebnis      | Gegner        | Ergebnis      | Gegner                       | Ergebnis                     | Gegner                    | Ergebnis                  | Gegner                | Ergebnis              | Gegner        | Ergebnis      | Rang   |
| -------------------------------- | ---------------- | ------------------------- | -------- | ------------------ | ------------- | ------------------- | ------------- | ------------- | ------------- | ---------------------------- | ---------------------------- | ------------------------- | ------------------------- | --------------------- | --------------------- | ------------- | ------------- | ------ |
| Freistil Frauen                  |                  |                           |          |                    |               |                     |               |               |               |                              |                              |                           |                           |                       |                       |               |               |        |
| Vinesh Phogat                    | Klasse bis 48 kg | Freilos                   | Freilos  | Alina Vuc          | 4:0           | Sun Yanan           | 1:5           | ausgeschieden | ausgeschieden | ausgeschieden                | ausgeschieden                | ausgeschieden             | ausgeschieden             | ausgeschieden         | ausgeschieden         | ausgeschieden | ausgeschieden | 10     |
| Babita Kumari                    | Klasse bis 53 kg | Freilos                   | Freilos  | Maria Prevolaraki  | 1:3           | ausgeschieden       | ausgeschieden | ausgeschieden | ausgeschieden | ausgeschieden                | ausgeschieden                | ausgeschieden             | ausgeschieden             | ausgeschieden         | ausgeschieden         | ausgeschieden | ausgeschieden | 13     |
| Sakshi Malik                     | Klasse bis 58 kg | Johanna Mattsson          | 3:1      | Mariana Cherdivara | 3:1           | Walerija Scholobowa | 1:3           | ausgeschieden | ausgeschieden | Freilos                      | Freilos                      | Pürewdordschiin Orchon    | 3:1                       | Aissuluu Tynybekowa   | 3:1                   | ausgeschieden | ausgeschieden | Bronze |
| griechisch-römischer Stil Männer |                  |                           |          |                    |               |                     |               |               |               |                              |                              |                           |                           |                       |                       |               |               |        |
| Ravinder Khatri                  | Klasse bis 85 kg | Freilos                   | Freilos  | Viktor Lőrincz     | 0:4           | ausgeschieden       | ausgeschieden | ausgeschieden | ausgeschieden | ausgeschieden                | ausgeschieden                | ausgeschieden             | ausgeschieden             | ausgeschieden         | ausgeschieden         | ausgeschieden | ausgeschieden | 20     |
| Hardeep Singh                    | Klasse bis 98 kg | Freilos                   | Freilos  | Cenk İldem         | 1:3           | ausgeschieden       | ausgeschieden | ausgeschieden | ausgeschieden | ausgeschieden                | ausgeschieden                | ausgeschieden             | ausgeschieden             | ausgeschieden         | ausgeschieden         | ausgeschieden | ausgeschieden | 13     |
| Freistil Männer                  |                  |                           |          |                    |               |                     |               |               |               |                              |                              |                           |                           |                       |                       |               |               |        |
| Sandeep Tomar                    | Klasse bis 57 kg | Freilos                   | Freilos  | Wiktor Lebedew     | 1:3           | ausgeschieden       | ausgeschieden | ausgeschieden | ausgeschieden | ausgeschieden                | ausgeschieden                | ausgeschieden             | ausgeschieden             | ausgeschieden         | ausgeschieden         | ausgeschieden | ausgeschieden | 15     |
| Yogeshwar Dutt                   | Klasse bis 65 kg | Gandsorigiin Mandachnaran | 0:3      | ausgeschieden      | ausgeschieden | ausgeschieden       | ausgeschieden | ausgeschieden | ausgeschieden | ausgeschieden                | ausgeschieden                | ausgeschieden             | ausgeschieden             | ausgeschieden         | ausgeschieden         | ausgeschieden | ausgeschieden | 21     |

### Rudern
| Athleten             | Wettbewerb | Vorlauf     | Vorlauf | Vorlauf       | Hoffnungslauf | Hoffnungslauf | Hoffnungslauf | Viertelfinale | Viertelfinale | Viertelfinale | Halbfinale  | Halbfinale | Halbfinale    | Finale      | Finale | Rang |
| Athleten             | Wettbewerb | Zeit        | Platz   | Qualifikation | Zeit          | Platz         | Qualifikation | Zeit          | Platz         | Qualifikation | Zeit        | Platz      | Qualifikation | Zeit        | Platz  | Rang |
| -------------------- | ---------- | ----------- | ------- | ------------- | ------------- | ------------- | ------------- | ------------- | ------------- | ------------- | ----------- | ---------- | ------------- | ----------- | ------ | ---- |
| Männer               |            |             |         |               |               |               |               |               |               |               |             |            |               |             |        |      |
| Dattu Baban Bhokanal | Einer      | 7:21,67 min | 3       | Viertelfinale | –             | –             | –             | 6:59,89 min   | 4             | Halbfinale C  | 7:19,02 min | 2          | C-Finale      | 6:54,96 min | 1      | 13   |

### Schießen
| Athleten              | Wettbewerb                               | Qualifikation   | Qualifikation | Finale          | Finale        | Ringe/ Scheiben | Rang |
| Athleten              | Wettbewerb                               | Ringe/ Scheiben | Rang          | Ringe/ Scheiben | Rang          | Ringe/ Scheiben | Rang |
| --------------------- | ---------------------------------------- | --------------- | ------------- | --------------- | ------------- | --------------- | ---- |
| Frauen                |                                          |                 |               |                 |               |                 |      |
| Heena Sidhu           | Luftpistole 10 Meter                     | 380             | 14            | ausgeschieden   | ausgeschieden | 380             | 14   |
| Heena Sidhu           | Sportpistole 25 Meter                    | 576             | 20            | ausgeschieden   | ausgeschieden | 576             | 20   |
| Apurvi Chandela       | Luftgewehr 10 Meter                      | 411,6           | 34            | ausgeschieden   | ausgeschieden | 411,6           | 34   |
| Ayonika Paul          | Luftgewehr 10 Meter                      | 407             | 43            | ausgeschieden   | ausgeschieden | 407             | 43   |
| Männer                |                                          |                 |               |                 |               |                 |      |
| Jitu Rai              | Luftpistole 10 Meter                     | 580             | 6             | 78,7            | 8             | 658,7           | 8    |
| Gurpreet Singh        | Luftpistole 10 Meter                     | 576             | 20            | ausgeschieden   | ausgeschieden | 576             | 20   |
| Prakash Nanjappa      | Freie Pistole 50 Meter                   | 547             | 25            | ausgeschieden   | ausgeschieden | 547             | 25   |
| Jitu Rai              | Freie Pistole 50 Meter                   | 554             | 12            | ausgeschieden   | ausgeschieden | 554             | 12   |
| Gurpreet Singh        | Schnellfeuerpistole 25 Meter             | 581             | 7             | ausgeschieden   | ausgeschieden | 581             | 7    |
| Abhinav Bindra        | Luftgewehr 10 Meter                      | 625,7           | 7             | 163,8           | 4             | 789,5           | 4    |
| Gagan Narang          | Luftgewehr 10 Meter                      | 621,7           | 23            | ausgeschieden   | ausgeschieden | 621,7           | 23   |
| Gagan Narang          | Kleinkaliber Dreistellungskampf 50 Meter | 1162            | 33            | ausgeschieden   | ausgeschieden | 1162            | 33   |
| Chain Singh           | Kleinkaliber Dreistellungskampf 50 Meter | 1169            | 23            | ausgeschieden   | ausgeschieden | 1169            | 23   |
| Gagan Narang          | Kleinkaliber liegend 50 Meter            | 623,1           | 13            | ausgeschieden   | ausgeschieden | 623,1           | 13   |
| Chain Singh           | Kleinkaliber liegend 50 Meter            | 619,6           | 36            | ausgeschieden   | ausgeschieden | 619,6           | 36   |
| Kynan Chenai          | Trap                                     | 114             | 19            | ausgeschieden   | ausgeschieden | 114             | 19   |
| Manavjit Singh Sandhu | Trap                                     | 115             | 16            | ausgeschieden   | ausgeschieden | 115             | 16   |
| Mairaj Ahmad Khan     | Skeet                                    | 121 (+3)        | 9             | ausgeschieden   | ausgeschieden | 121 (+3)        | 9    |

### Schwimmen
| Athleten        | Wettbewerb          | Vorlauf     | Vorlauf | Halbfinale | Halbfinale | Finale        | Finale        | Rang |
| Athleten        | Wettbewerb          | Zeit        | Rang    | Zeit       | Rang       | Zeit          | Rang          | Rang |
| --------------- | ------------------- | ----------- | ------- | ---------- | ---------- | ------------- | ------------- | ---- |
| Frauen          |                     |             |         |            |            |               |               |      |
| Shivani Kataria | 200 m Freistil      | 2:09,30 min | 41      | –          | –          | ausgeschieden | ausgeschieden | 41   |
| Männer          |                     |             |         |            |            |               |               |      |
| Sajan Prakash   | 200 m Schmetterling | 1:59,37 min | 28      | –          | –          | ausgeschieden | ausgeschieden | 28   |

### Tennis
| Frauen                         |        |                               |                |   |   |                            |               |                            |               |                           |                  |                               |               |               |               |
| Sania Mirza Prarthana Thombare | Doppel | Peng Shuai Zhang Shuai        | 6:76, 7:5, 5:7 | – | – | ausgeschieden              | ausgeschieden | ausgeschieden              | ausgeschieden | ausgeschieden             | ausgeschieden    | ausgeschieden                 | ausgeschieden | ausgeschieden | ausgeschieden |
| Männer                         |        |                               |                |   |   |                            |               |                            |               |                           |                  |                               |               |               |               |
| Rohan Bopanna Leander Paes     | Doppel | Łukasz Kubot Marcin Matkowski | 4:6, 6:76      | – | – | ausgeschieden              | ausgeschieden | ausgeschieden              | ausgeschieden | ausgeschieden             | ausgeschieden    | ausgeschieden                 | ausgeschieden | ausgeschieden | ausgeschieden |
| Mixed                          |        |                               |                |   |   |                            |               |                            |               |                           |                  |                               |               |               |               |
| Sania Mirza Rohan Bopanna      | Doppel | –                             | –              | – | – | Samantha Stosur John Peers | 7:5, 6:4      | Heather Watson Andy Murray | 6:4, 6:4      | Venus Williams Rajeev Ram | 6:2, 2:6, [3:10] | Lucie Hradecká Radek Štěpánek | 1:6, 5:7      |               |               |

### Tischtennis
| Athleten         | Wettbewerb | 1. Runde                  | 1. Runde | 2. Runde      | 2. Runde      | 3. Runde      | 3. Runde      | 4. Runde      | 4. Runde      | Viertelfinale | Viertelfinale | Halbfinale    | Halbfinale    | Finale        | Finale        |
| Athleten         | Wettbewerb | Gegner                    | Ergebnis | Gegner        | Ergebnis      | Gegner        | Ergebnis      | Gegner        | Ergebnis      | Gegner        | Ergebnis      | Gegner        | Ergebnis      | Gegner        | Ergebnis      |
| ---------------- | ---------- | ------------------------- | -------- | ------------- | ------------- | ------------- | ------------- | ------------- | ------------- | ------------- | ------------- | ------------- | ------------- | ------------- | ------------- |
| Frauen           |            |                           |          |               |               |               |               |               |               |               |               |               |               |               |               |
| Manika Batra     | Einzel     | Katarzyna Grzybowska      | 2:4      | ausgeschieden | ausgeschieden | ausgeschieden | ausgeschieden | ausgeschieden | ausgeschieden | ausgeschieden | ausgeschieden | ausgeschieden | ausgeschieden | ausgeschieden | ausgeschieden |
| Mouma Das        | Einzel     | Daniela Dodean            | 0:4      | ausgeschieden | ausgeschieden | ausgeschieden | ausgeschieden | ausgeschieden | ausgeschieden | ausgeschieden | ausgeschieden | ausgeschieden | ausgeschieden | ausgeschieden | ausgeschieden |
| Männer           |            |                           |          |               |               |               |               |               |               |               |               |               |               |               |               |
| A. Sharath Kamal | Einzel     | Adrian Crișan             | 1:4      | ausgeschieden | ausgeschieden | ausgeschieden | ausgeschieden | ausgeschieden | ausgeschieden | ausgeschieden | ausgeschieden | ausgeschieden | ausgeschieden | ausgeschieden | ausgeschieden |
| Soumyajit Ghosh  | Einzel     | Padasak Tanviriyavechakul | 1:4      | ausgeschieden | ausgeschieden | ausgeschieden | ausgeschieden | ausgeschieden | ausgeschieden | ausgeschieden | ausgeschieden | ausgeschieden | ausgeschieden | ausgeschieden | ausgeschieden |

### Turnen

#### Gerätturnen
Dipa Karmakar qualifizierte sich als erste indische Geräteturnerin überhaupt für Olympische Spiele.
| Athleten      | Wettbewerb       | Qualifikation | Qualifikation | Finale        | Finale        | Rang |
| Athleten      | Wettbewerb       | Punkte        | Rang          | Punkte        | Rang          | Rang |
| ------------- | ---------------- | ------------- | ------------- | ------------- | ------------- | ---- |
| Frauen        |                  |               |               |               |               |      |
| Dipa Karmakar | Sprung           | 14,850        | 8             | 15,066        | 4             | 4    |
| Dipa Karmakar | Mehrkampf Einzel | 51,665        | 51            | ausgeschieden | ausgeschieden | 51   |